# Seth Hartman Yocum

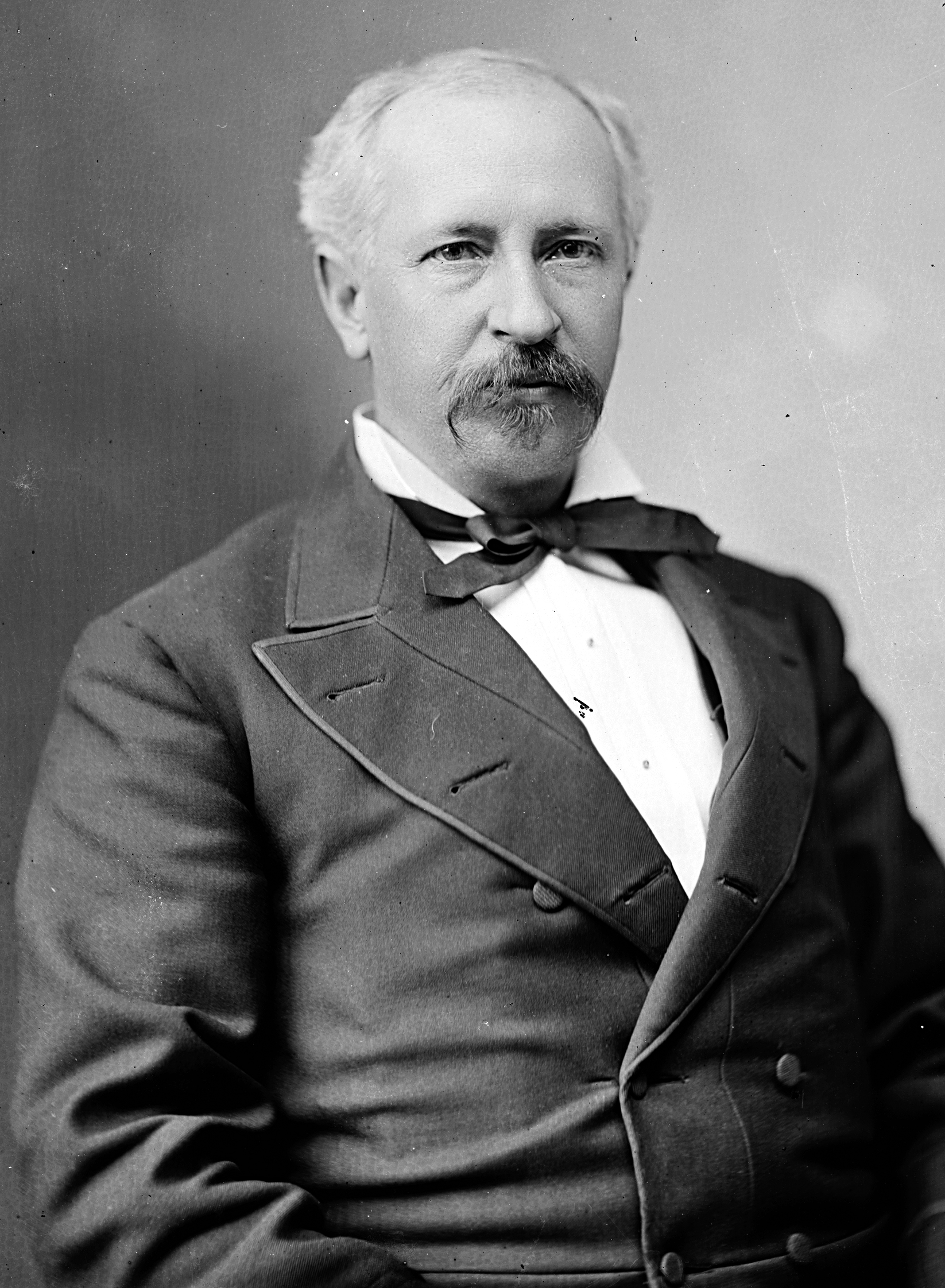
Seth Hartman Yocum

Seth Hartman Yocum (* 2. August 1834 in Catawissa, Columbia County, Pennsylvania; † 19. April 1895 in Santa Monica, Kalifornien) war ein US-amerikanischer Politiker. Zwischen 1879 und 1881 vertrat er den Bundesstaat Pennsylvania im US-Repräsentantenhaus.

## Werdegang
Seth Yocum besuchte die öffentlichen Schulen seiner Heimat. 1850 zog er nach Philadelphia, wo er eine Lehre im Druckerhandwerk absolvierte. Danach unterrichtete er für einige Jahre als Lehrer. Im Jahr 1860 absolvierte er das Dickinson College in Carlisle. Während des Bürgerkrieges diente Yocum im Heer der Union, in dem er bis zum Oberleutnant aufstieg. Nach einem Jurastudium und seiner 1865 erfolgten Zulassung als Rechtsanwalt begann er in Ashland in diesem Beruf zu arbeiten. Im Jahr 1873 verlegte er seinen Wohnsitz und seine Anwaltskanzlei nach Bellefonte. Zwischen 1875 und 1879 war er Bezirksstaatsanwalt im dortigen Centre County.
Politisch schloss sich Yocum der Greenback Party an. Bei den Kongresswahlen des Jahres 1878 wurde er im 20. Wahlbezirk von Pennsylvania in das US-Repräsentantenhaus in Washington, D.C. gewählt, wo er am 4. März 1879 die Nachfolge des Demokraten Levi A. Mackey antrat. Da er im Jahr 1880 auf eine weitere Kandidatur verzichtete, konnte er bis zum 3. März 1881 nur eine Legislaturperiode im Kongress absolvieren.
Nach dem Ende seiner Zeit im US-Repräsentantenhaus zog Seth Yocum nach Johnson City in Tennessee, wo er im Gerberhandwerk arbeitete. Im Jahr 1885 wurde er Bürgermeister von Johnson City. Bald darauf ließ er sich in Pasadena (Kalifornien) nieder und baute dort Orangen an. Er starb am 19. April 1895 in Santa Monica und wurde in Pasadena beigesetzt.